# Zbór Kościoła Chrześcijańskiego „Słowo Wiary” w Częstochowie
Zbór Kościoła Chrześcijańskiego „Słowo Wiary” w Częstochowie – zbór Kościoła Chrześcijańskiego „Słowo Wiary” działający w Częstochowie.

## Historia

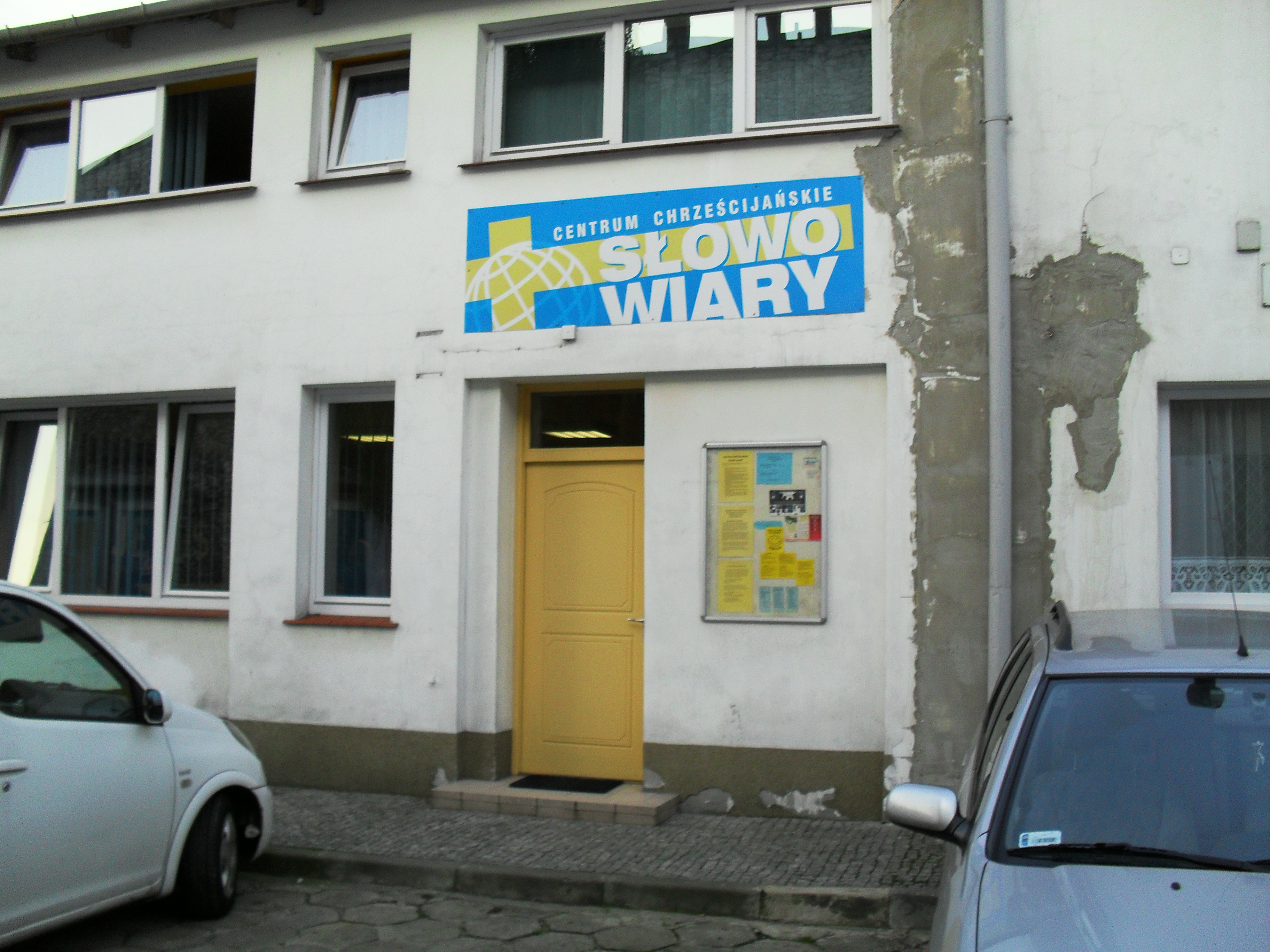
Budynek przy Alei Najświętszej Marii Panny 4, stanowiący siedzibę Kościoła w okresie 2007–2011

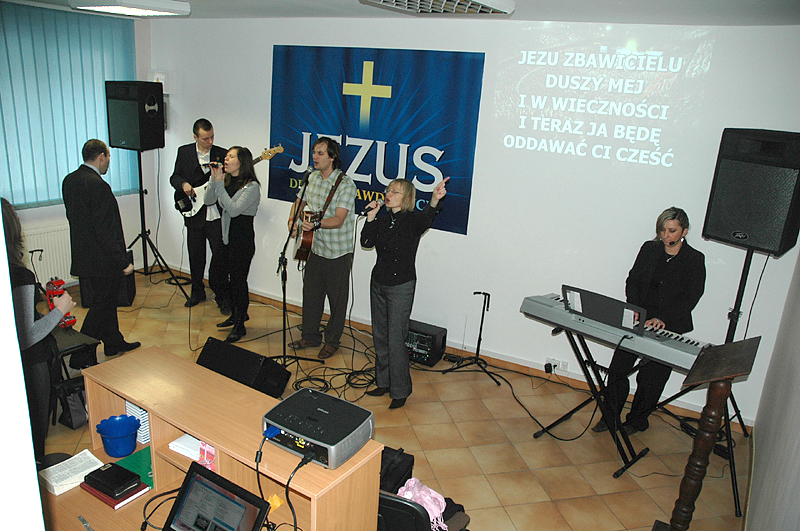
Nabożeństwo w 2010

Kościół „Słowo Wiary” w Częstochowie został powołany przez Agnieszkę i Mariusza Cieślińskich. Mariusz Cieśliński nawrócił się w tracie odbywającej się w dniach 10–19 lipca 1996 akcji ewangelizacyjnej prowadzonej przez Zbór Kościoła Zielonoświątkowego „Hosanna”, a następnie włączył się do tej wspólnoty i 11 maja 1997 razem z żoną przyjął chrzest. Następnie Mariusz Cieśliński postanowił o prowadzeniu działalności duszpasterskiej i w okresie 2000–2001 wziął udział w Jednorocznym Kościelnym Kursie Treningowym w Szkole Biblijnej „Domata” w Gdyni, kształcącej słuchaczy do prowadzenia nauczania Słowa Bożego oraz manifestowania działania Ducha Świętego. Po ukończeniu kursu doprowadził do założenia w Częstochowie misji Kościoła Chrześcijańskiego „Słowo Wiary”, związku wyznaniowego reprezentującego trzecią falę pentekostalizmu i będącego częścią Ruchu Wiary.
Działalność misji Kościoła Chrześcijańskiego „Słowo Wiary” w Częstochowie została rozpoczęta 16 października 2003 podczas pierwszego zorganizowanego przez nią nabożeństwa, które odbyło się w wynajętym lokalu należącym do przedsiębiorstwa „W.S.I. Ochrona Mienia”, zlokalizowanym przy ul. Łukasińskiego 41/45. W inauguracyjnym nabożeństwie wzięli udział pastorzy ze Stanów Zjednoczonych, jak również Dariusz Mach, pastor Kościoła Chrześcijańskiego „Słowo Wiary” w Gdyni. W wyniku przeprowadzonej akcji plakatowej propagującej nabożeństwo wzięło w nim udział kilkunastu uczestników. W trakcie jego trwania szczególną uwagę przyłożono do modlitwy o zdrowie i nakładania rąk na chorych. Spotkania z modlitwą o zdrowie prowadzone były także przez trzy kolejne dni.
Po rozpoczęciu funkcjonowania misja rozpoczęła prowadzenie regularnych nabożeństw niedzielnych oraz tygodniowych spotkań modlitewnych. Zainaugurowana została również pierwsza akcja ewangelizacyjna na terenie dzielnicy Raków. Wspólnota pozyskiwała nowych członków, a 17 lipca 2004 miał miejsce pierwszy zorganizowany przez nią chrzest ośmiu osób, który został przeprowadzony w zbiorniku w Poczesnej.
10 listopada 2004 częstochowska misja została przekształcona w kościół lokalny (zbór), którego pastorem został Mariusz Cieśliński.
W 2004 nowym miejscem nabożeństw zboru stała się sala w budynku Hotelu „Scout” przy ul. Drogowców 12. Po roku przeniesiono je do sali nr 11 Klubu „Politechnik” przy ul. Armii Krajowej 23/25 gdzie spotykano się do 2007.
W 2006 rozpoczęto działalność misyjną na terenie Tychów, mająca na celu utworzenie tam nowego kościoła lokalnego. Początkowo została wynajęta sala w hotelu „Tychy”, gdzie odbywały się nabożeństwa, spotkania biblijne oraz modlitwy o zdrowie. Następnie zgromadzenia zostały przeniesione do Klubu Osiedlowego „Tęcza”, a ostatecznie tyska wspólnota rozpoczęła funkcjonowanie w ramach grup domowych, zbierających się w mieszkaniach prywatnych.
Od 2007 do grudnia 2011 Kościół Chrześcijański „Słowo Wiary” w Częstochowie korzystał z kaplicy urządzonej w budynku przy Alei Najświętszej Maryi Panny 4. W wyniku zbyt małej powierzchni lokalu wobec powiększającej się liczby wiernych, od 4 grudnia 2011 nabożeństwa przeniesiono do kaplicy Zboru Kościoła Adwentystów Dnia Siódmego przy ul. Kazimierza Pułaskiego 21. W 2012 zbór skupiał około 30 członków.
Kolejną siedzibą zboru stał się następnie lokal przy ul. Dąbrowskiego 40. Ostatecznie kaplica funkcjonuje przy ul. Wilsona 34.